# Sławików
Sławików (deutsch Slawikau) ist ein Ort in der Landgemeinde Rudnik im Powiat Raciborski der Woiwodschaft Schlesien in Polen.

## Geografie

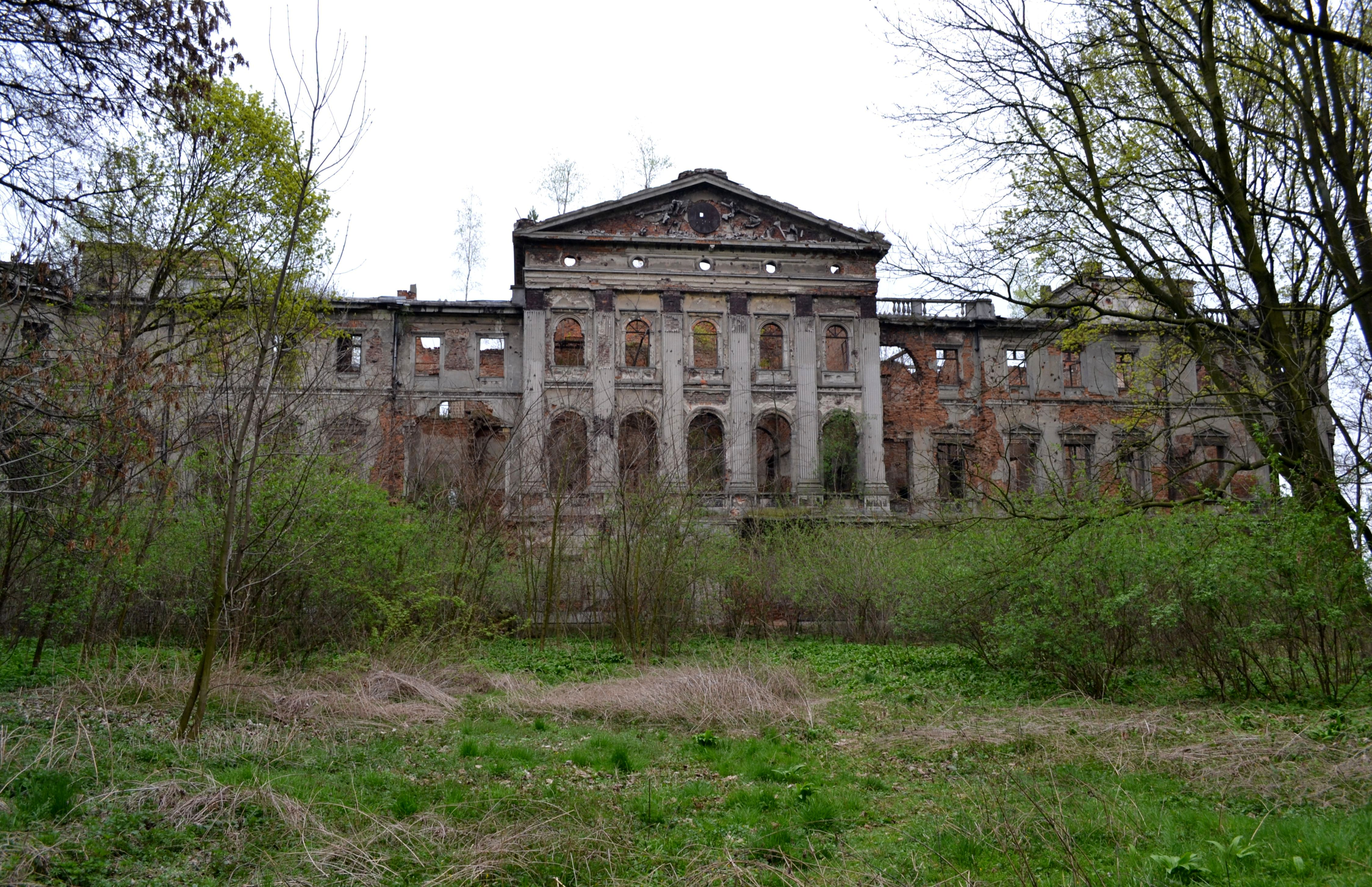
Schlossruine

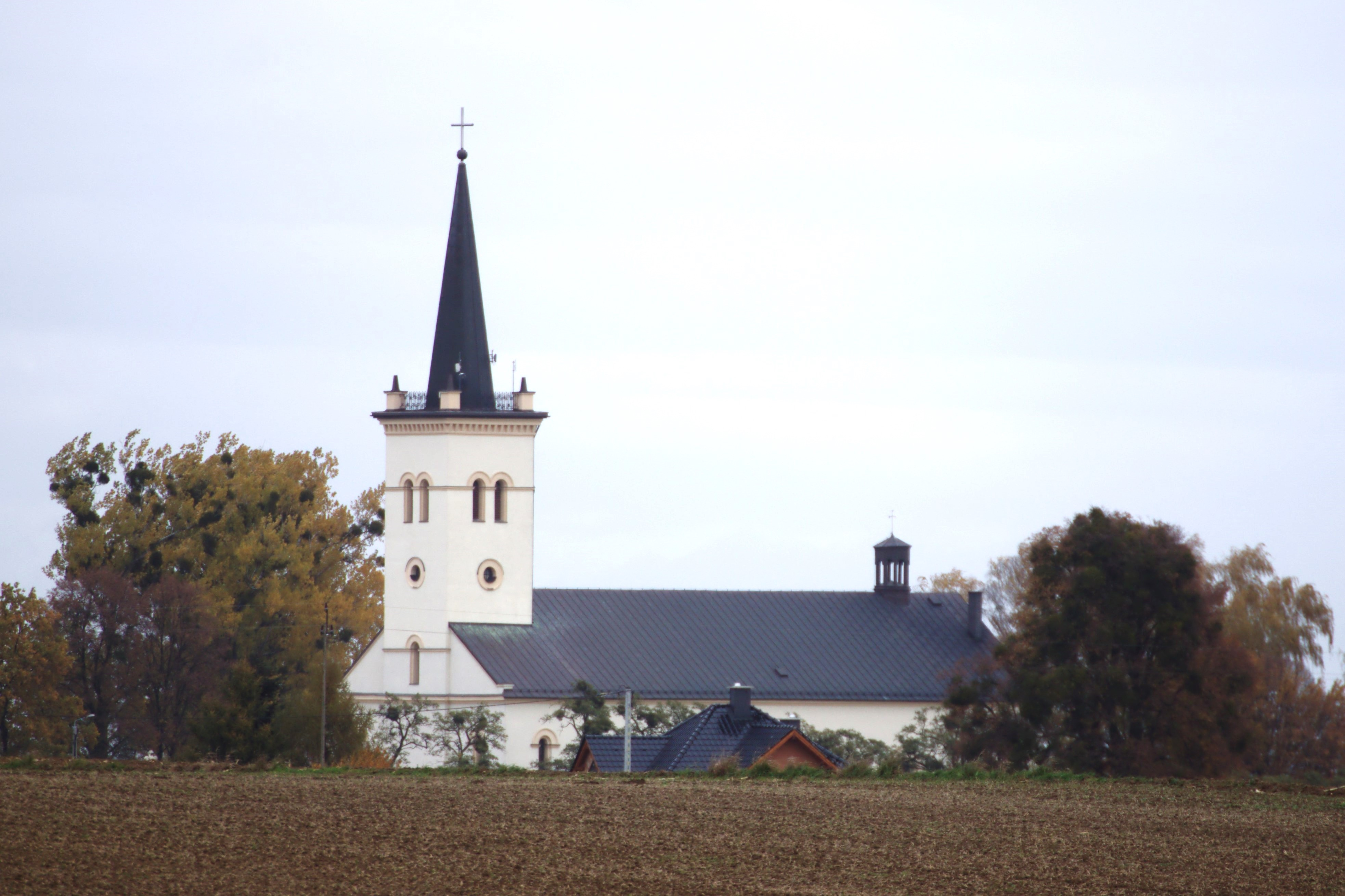
Ortsbild mit Kirche

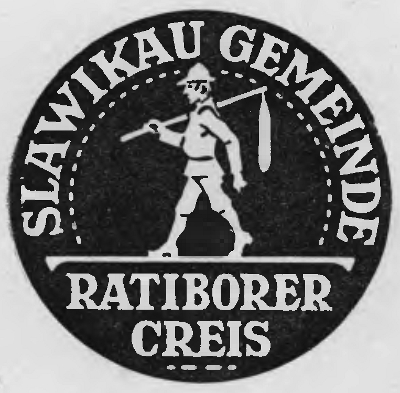
Vormaliges Siegel der Gemeinde

Sławików liegt sieben Kilometer nordöstlich vom Gemeindesitz Rudnik, zwölf Kilometer nördlich von Racibórz (Ratibor) und 56 Kilometer westlich von Kattowitz.

## Geschichte
Erstmals urkundlich erwähnt wurde „Zlavicovo“ im Jahre 1223; damals weihte der Breslauer Bischof Lorenz die Kirche in Slawikau. Das Dorf gehörte einem Grafen Werner.
In den Beyträge(n) zur Beschreibung von Schlesien wurde Slawickau erwähnt, gehörte einem Herrn von Drechsler und lag im Fürstentum Ratibor. Damals wurden verzeichnet: 307 Einwohner, ein Vorwerk, eine Kirche, eine Schule, fünf Bauern, 44 Gärtner und vier Häusler. 1865 bestand Slawikau aus einem Rittergut und einem Dorf und hatte damals fünf Bauernhöfe, 45 Gärtner und 31 Häuslerstellen, sowie Schneider, Schuster, Maurer, Schmiede und Holzschneider. Die Schule hatte damals 300 Schüler.
Bei der Volksabstimmung in Oberschlesien am 20. März 1921 stimmten vor Ort 153 Wahlberechtigte für einen Verbleib Oberschlesiens bei Deutschland und 181 für eine Zugehörigkeit zu Polen. Auf Gut Slawikau stimmten 102 für Deutschland und sieben für Polen. Slawikau verblieb nach der Teilung Oberschlesiens beim Deutschen Reich. 1936 Slawikau im Zuge einer Welle von Ortsumbenennungen der NS-Zeit in Bergkirch umbenannt. Von 1743 bis 1945 befand sich Slawikau/Bergkirch im Landkreis Ratibor.
Als Folge des Zweiten Weltkriegs fiel Bergkirch 1945 mit dem größten Teil Schlesiens an Polen. Nachfolgend wurde es in Sławików umbenannt und der Woiwodschaft Schlesien angeschlossen. 1950 wurde es der Woiwodschaft Opole eingegliedert und von 1975 bis 1998 gehörte es zur Woiwodschaft Katowice. Seit 1999 gehört es zum wiedergegründeten Powiat Raciborski.

## Sehenswürdigkeiten
- Ruine Schloss Slawikau polnisch Pałac w Sławikowie
- Neuromanische Kirche St. Georg, erbaut in den Jahren 1842 bis 1846 an der Stelle eines hölzernen Vorgängerbaus von 1657, der nach Zabelkau übertragen wurde.
- Mausoleum des Adelsgeschlechts Eickstedt.